# آب‌انبار شش بادگیر
آب‌انبار شش بادگیر مربوط به دوره معاصر است و در یزد، محله شش بادگیری، کوچه شش بادگیر واقع شده و این اثر در تاریخ ۴ فروردین ۱۳۵۷ با شمارهٔ ثبت ۱۶۰۰ به‌عنوان یکی از آثار ملی ایران به ثبت رسیده‌است.

## ویژگی‌ها
آب‌انبار شش بادگیر در محله‌ای به همین نام در شهرستان یزد قرار دارد. این بنا دارای دو ورودی (یکی در شمال و دیگری در جنوب مخزن)، شش بادگیر و مخزن بزرگی به حجم دو هزار متر مکعب است. این آب‌انبار پنجاه و پنج پله دارد. ورودی آب‌انبار در قسمت جنوبی است و بین پله‌های بیست و پنج و بیست و شش آن، از بالا یک هشتی با سنگ‌فرش آجری قرار دارد و طاق آب‌انبار بعد از هشتی شروع می‌شود. شیر آن نیز در قسمت ورودی شمالی است. ورودی شمالی نسبت به مخزن شیر، قرینه ورودی جنوبی است. آب‌انبار دارای گنبد تخم مرغی شکل است.
ارتفاع مخزن آب آن ۶/۱۲ متر و ارتفاع بادگیرها ده متر است. آب‌انبارها از جمله تأسیسات وابسته به قنات هستند که برای ذخیره‌سازی در زمستان و استفاده در تابستان کاربرد داشته‌اند. این آب‌انبار بزرگ و پرحجم بالغ بر ۲٬۰۰۰ متر مکعب گنجایش داشته و دو عدد شیر یا راه دسترسی به شیر آب‌انبار دارد که یکی برای استفاده مسلمین و دیگری برای استفاده اقلیت مذهبی زرتشتی می‌باشد.
این آب‌انبار دارای شش بادگیر است، سه بادگیر آن از ابتدا ساخته شده بود و سه بادگیر دیگر بعدها به آن الحاق شده‌است. با کمی دقت در شکل بادگیرها تفاوت سه بادگیر قدیمی با دیگر بادگیرهای آن مشهود است. شش بادگیر آب‌انبار با توجه به شرایط اقلیمی و جهت باد در این منطقه به شکل ۸ وجهی می‌باشند. برای شهرهای کویری همچون یزد ارزش آب بیش از هر جای دیگر احساس می‌شود. در این شهر بیش از ۷۵ آب‌انبار وجود دارد ۱۸۰سال پیش در دوره قاجاره ساخته شده‌است.